# Gränichen
Gränichen (schweizerdeutsch: älter ˈɡrɛːniχə, jünger ˈɡræːnəχə) ist eine Einwohnergemeinde im Schweizer Kanton Aargau. Sie gehört zum Bezirk Aarau und liegt im Wynental. Mit über 17 Quadratkilometern ist sie die flächenmässig achttgrösste Gemeinde des Kantons.

## Geographie
Die Wyna fliesst auf ihrem letzten Abschnitt zunächst fünf Kilometer weit in nördlicher und dann in nordwestlicher Richtung durch das Gemeindegebiet von Gränichen, bevor sie in Suhr in die Suhre mündet. Die Talniederung, in der sich das grosse Dorf befindet, ist im Durchschnitt etwa fünfhundert Meter breit. Das Tal hat nur ein leichtes Gefälle und liegt im Süden auf 435 m ü. M. und im Norden auf 405 m ü. M. Im Gebiet von Gränichen entwässern mehrere Seitenbäche die hügelige Landschaft zur Wyna, es sind von Süden nach Norden vor allem die Wynazuflüsse Pfendelbach, Liebeggbach, Schnartwilbasch, Schürbergbach, Moortelbach, Bienstelbach, Brütschenbächli und Talbach. Der naturnah erhaltene Flussabschnitt im Gebiet der Pfendelmatte ist eine Teil des dezentralen Auenschutzparks Aargau.
Auf beiden Seiten des Tales erheben sich mehr als 100 Meter hohe, durch Seitentäler stark gegliederte Hügelzüge mit steilen Hängen und kleinen Hochplateaus. Die Landschaftsformen entstanden durch die Erosion im ursprünglichen Molassemassiv des Mittellandes. Gletscher und Flüsse gestalteten im Eiszeitalter die Landschaft mit vorspringenden Hügeln zwischen verschiedenen Tälern. Die Niederungen der Seitentäler wurden durch Rodung urbarisiert, während auf den Hügeln grosse Waldflächen erhalten blieben. Die Wälder Pfendel, Surberg und Häbiger zählen zu den grossen Naturwaldreservaten des Kantons Aargau. Mehrere Waldflächen sind als Schutzgebiete ausgewiesen.
Die Hügel auf der linken Talseite sind (von Norden nach Süden) der Manzenberg (524 m ü. M.), der Wällenen (559 m), der Moosberg (550 m), der Heidberg (566 m ü. M.) und der Pfendel (615 m ü. M.). Diese fünf Hügel sind Ausläufer des Schornig (596 m ü. M.), der den Übergang zum Suhrental bildet. Die Hügel auf der rechten Talseite heissen Fuden (570 m ü. M.), Räckholderen (566 m ü. M.), Breitenberg (551 m ü. M.) und Surberg (607 m ü. M.). Dem Breitenberg vorgelagert ist der beinahe ellipsenförmige Schulthess (513 m ü. M.). Dem Surberg vorgelagert sind der Dossen (532 m ü. M.) und das Hochplateau der Liebegg. Nahe der südlichen Gemeindegrenze befinden sich drei kleine Weiler: Rütihof (585 m ü. M.) auf der Hochfläche am westlichen Ende des Moorbergs, Bleien (430 m ü. M.) im Talgrund und Refental (490 m) in einem Seitental zwischen Breitenberg, Dossen und Surberg.
Die Fläche des Gemeindegebiets beträgt 1723 Hektaren, davon sind 992 Hektaren bewaldet und 260 Hektaren überbaut. Der höchste Punkt befindet sich auf 615 Metern auf dem Pfendel, der tiefste auf 402 Metern an der Wyna.
Die Nachbargemeinden von Gränichen sind Suhr im Nordwesten, Hunzenschwil im Norden, Schafisheim im Nordosten, Seon im Osten, Teufenthal im Südosten, Unterkulm im Süden, Muhen im Südwesten und Oberentfelden im Westen. Den südöstlichsten Grenzpunkt bildet der Siebenzwingstein.

## Geschichte
Die Gegend um das heutige Dorf war bereits während der Jungsteinzeit besiedelt. Strukturen eines bronzezeitlichen Dorfes sind 2017 freigelegt worden. Auf der Burghalde, einem kleinen vorspringenden Hügel unmittelbar beim Dorfzentrum, befand sich eine Fluchtburg der Helvetier. An verschiedenen Stellen finden sich Siedlungsreste der Römer. Es bestand ein Gutshof im Gebiet Muracher/Kirchenfeld, der 1854 ausgegraben wurde (eine der frühesten von der Kantonsregierung angeordneten archäologischen Untersuchungen). Die Anlage, die über ein Hypokaustum verfügte, war vom frühen 1. bis zum späten 3. Jahrhundert bewohnt.
Die erste urkundliche Erwähnung von Cranechon erfolgte im Jahr 1184. Der Ortsname stammt vom lateinischen granica und bedeutet «Kornspeicher». Daraus entwickelte sich das althochdeutsche grenichon. Im Mittelalter gehörte das Dorf dem Kloster Engelberg, als Lehen der Grafen von Lenzburg, später der Grafen von Kyburg. Die Grafen von Habsburg-Laufenburg (eine Seitenlinie der Habsburger) überliessen 1270 das Lehen den Herren von Liebegg, nach denen das Schloss Liebegg benannt ist. Ab 1306 besass die Hauptlinie der Habsburger die niedere Gerichtsbarkeit und die Blutgerichtsbarkeit.

Luftansicht (1967)

1415 eroberten die Eidgenossen den Aargau. Gränichen gehörte fortan zum Untertanengebiet der Stadt Bern, dem so genannten Berner Aargau. Das Dorf war Teil des Amts Lenzburg und war Sitz eines Untervogts sowie eines eigenen Gerichts. Die Berner führten 1528 die Reformation ein. Seit der zweiten Hälfte des 16. Jahrhunderts gab es eine Schule. 1596 erwarb die Ortsbürgergemeinde von den Liebegger Schlossherren den grössten Teil des Waldes, heute ist sie die drittgrösste Waldbesitzerin des Kantons.
Im März 1798 eroberten französische Armeen die Schweiz und erzwangen den Rücktritt der kantonalen Regierungen. Unter dem Druck der französischen Besatzungsarmee und des Direktoriums in Paris entstand die Helvetische Republik, die am 12. April 1798 in Aarau von den Delegierten der Kantone konstituiert wurde und bis 1803 Bestand hatte. Gränichen gehörte zum helvetischen Distrikt Aarau im neu gebildeten Kanton Aargau.
In Gränichen gab es neben mehreren Bauernhöfen auch eine Taunersiedlung. Aus diesem Grund hielt das vorindustrielle Gewerbe schon früh Einzug. Es bestanden unter anderem Mühlen, Schmiedewerkstätten, eine Reibe, Öltrotten und Tabakstampfen. Mitte des 19. Jahrhunderts war Gränichen nach Aarau und Zofingen die bevölkerungsreichste Gemeinde des Kantons Aargau. Das starke Bevölkerungswachstum hatte jedoch weit verbreitete Armut zur Folge, sodass viele Einwohner zur Auswanderung nach Übersee gezwungen waren.
Die Wynentalbahn nahm am 5. März 1904 ihren Betrieb auf, was die verstärkte Ansiedlung von Industriebetrieben ermöglichte. Gränichen wandelte sich mit der Zeit zu einer Agglomerationsgemeinde von Aarau, seit 1900 ist die Einwohnerzahl um mehr als das Zweieinhalbfache angestiegen.

## Sehenswürdigkeiten

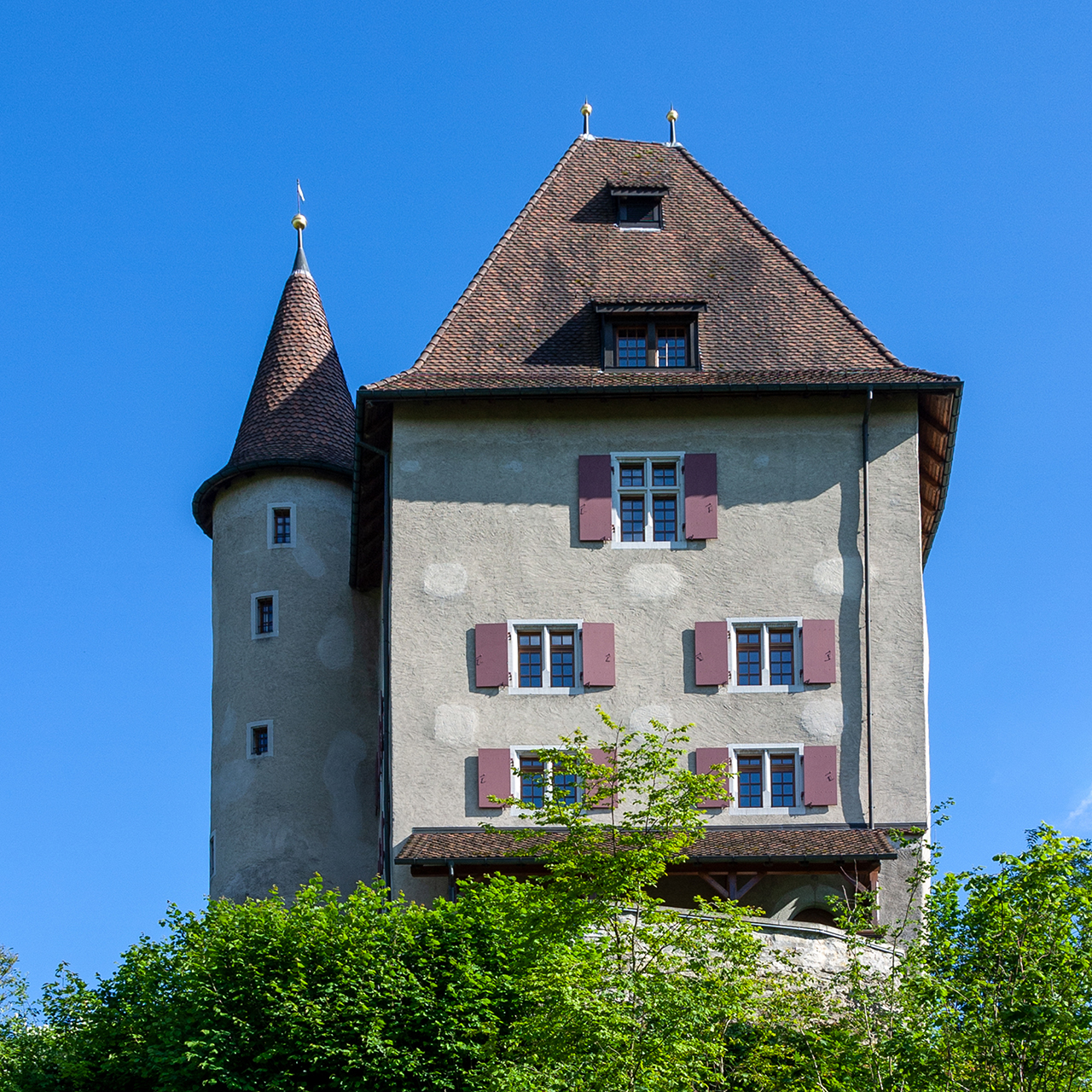
Schloss Liebegg

Auf einem Hügelvorsprung drei Kilometer südsüdöstlich des Dorfzentrums, nur knapp zweihundert Meter vom Dorfrand von Teufenthal entfernt, steht das Schloss Liebegg. Das aus dem 11. Jahrhundert stammende und 1241 erstmals erwähnte Schloss ist im Besitz des Kantons und dient heute als Tagungs- und Kulturzentrum. Seit 2018 ist es der Standort des Hexenmuseums Schweiz.
Im Dorfzentrum steht das 1695 erbaute Chornhaus, das mit dem angebauten Türmchen wie ein kleines Schloss aussieht. Es diente bis 1798 als Getreidespeicher und stand dann ein halbes Jahrhundert lang leer. Später diente es als Schulgebäude und mehr als hundert Jahre lang als Sitz der Gemeindeverwaltung. Seit 1995 ist es der Standort des Dorfmuseums.
Die reformierte Kirche, die von 1661 bis 1663 anstelle des eingestürzten Vorgängerbaus entstand, ersetzte einen baufälligen Vorgängerbau an anderer Stelle aus dem Jahr 1473; die Bauleitung hatte Werkmeister Abraham Dünz inne. Das rechteckige, im spätgotischen Stil errichtete Gebäude gilt als Hauptwerk des protestantischen Kirchenbaus im Aargau. Das ehemalige Beinhaus, ein zweigeschossiger Mauerbau, wurde um 1470 errichtet. Ebenfalls sehenswert ist das denkmalgeschützte Untervogthaus.

## Wappen
Die Blasonierung des Gemeindewappens lautet: «Dreimal schräglinks geteilt von Gelb und Blau.» Das erstmals 1811 auf dem Gemeindesiegel abgebildete Wappen ist demjenigen der Freiherren von Grenchen nachempfunden, obwohl historisch gesehen keinerlei Zusammenhang besteht.

## Bevölkerung

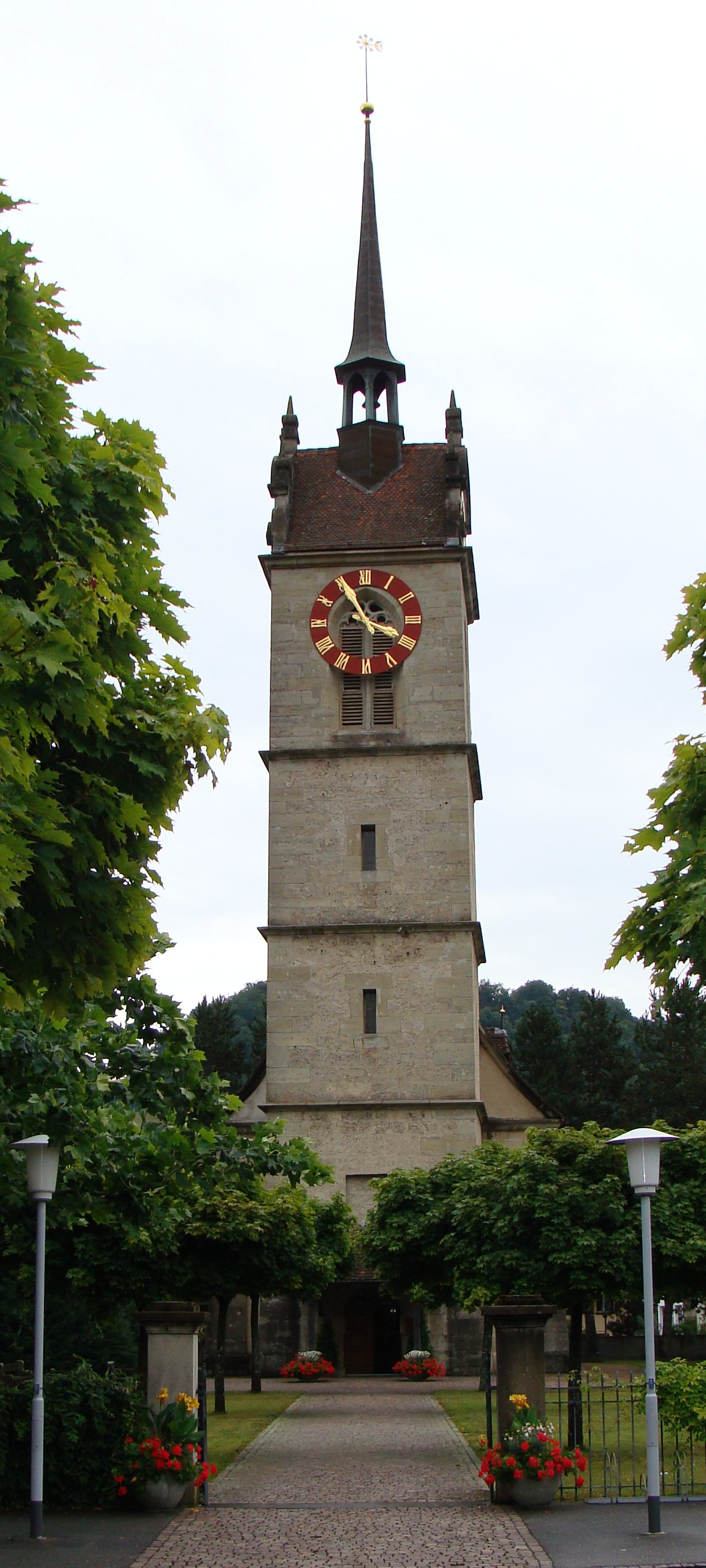
Reformierte Kirche

Die Einwohnerzahlen entwickelten sich wie folgt:
| Jahr      | 1560    | 1764 | 1803 | 1850 | 1900 | 1930 | 1950 | 1960 | 1970 | 1980 | 1990 | 2000 | 2010 | 2020 |
| Einwohner | ca. 250 | 1226 | 1897 | 3038 | 2771 | 3459 | 3727 | 4411 | 5298 | 5246 | 5772 | 6115 | 6711 | 8147 |

Am 31. Dezember 2023 lebten 8625 Menschen in Gränichen, der Ausländeranteil betrug 24,6 %. Bei der Volkszählung 2015 bezeichneten sich 40,9 % als reformiert und 20,4 % als römisch-katholisch; 38,7 % waren konfessionslos oder gehörten anderen Glaubensrichtungen an. 90,2 % gaben bei der Volkszählung 2000 Deutsch als ihre Hauptsprache an, 4,1 % Italienisch, 1,5 % Albanisch, 1,1 % Serbokroatisch und 0,7 % Türkisch.

## Politik und Recht
Die Versammlung der Stimmberechtigten, die Gemeindeversammlung, übt die Legislativgewalt aus. Ausführende Behörde ist der fünfköpfige Gemeinderat. Er wird im Majorzverfahren vom Volk gewählt, seine Amtsdauer beträgt vier Jahre. Der Gemeinderat führt und repräsentiert die Gemeinde. Dazu vollzieht er die Beschlüsse der Gemeindeversammlung und die Aufgaben, die ihm vom Kanton zugeteilt wurden. Für Rechtsstreitigkeiten ist in erster Instanz das Bezirksgericht Aarau zuständig. Gränichen gehört zum Friedensrichterkreis II (Oberentfelden).

## Wirtschaft
In Gränichen gibt es gemäss der im Jahr 2015 erhobenen Statistik der Unternehmensstruktur (STATENT) rund 2500 Arbeitsplätze, davon 3 % in der Landwirtschaft, 47 % in der Industrie und 50 % im Dienstleistungssektor. Hier befindet sich mit der Jowa, einem Betrieb der Migros, eine der bedeutendsten Grossbäckereien der Schweiz. Daneben gibt es einen führenden Heizkörperhersteller (Zehnder), eine Transportfirma (Dreier), ein Kieswerk und mehrere mittlere und kleine Unternehmen. Die meisten Erwerbstätigen sind Wegpendler und arbeiten in Aarau und Umgebung.

## Verkehr
Gränichen liegt an der Hauptstrasse 23, die von Aarau über Beromünster nach Sursee verläuft. Eine Nebenstrasse führt gegen Osten über den Schürberg nach Seon im Seetal, eine weitere gegen Westen über den Rütihof nach Muhen im Suhretal.
Im Norden folgt die Gemeindegrenze ein Stück weit der Autobahn A1, die jedoch mit der Hauptstrasse 23 nicht direkt verbunden ist.
Durch Gränichen führt die Veloroute von Luzern nach Aarau («Wynental-Route»).

### Regionalverkehr
Die Anbindung an das Netz des öffentlichen Verkehrs erfolgt durch Aargau Verkehr zwischen Aarau und Menziken. Ausser dem Bahnhof Gränichen gibt es die drei Haltestellen Töndler, Oberdorf und Bleien. Bis 1985 verlief das Bahntrassee unmittelbar neben der Hauptstrasse, wurde dann aber um etwa hundert Meter verlegt und führt heute am Ufer der Wyna entlang.
- S 14 Menziken – Aarau – Schöftland (WSB)

### Nahverkehr
An Wochenenden verkehrt ein Nachtbus von Aarau durch das Wynental nach Menziken.
- N24 Aarau Bahnhof – Telli – Buchs AG – Suhr – Gränichen – Unterkulm – Oberkulm - Reinach – Menziken

 Tempo 30 
Mit Stand 2017 gab es bereits in einigen Quartieren Tempo-30-Zonen. 2017 hat die Gemeindeversammlung beschlossen, dass Tempo 30 grossflächig eingeführt werden soll. Dagegen wurde jedoch das Referendum ergriffen. Bei der Abstimmung 2018 wurde dem Referendum zugestimmt, womit die Einführung vorerst gescheitert ist. 2021 hat die Gemeindeversammlung beschlossen, dass Tempo 30 nur auf den Strassen östlich der Wyna grossflächig eingeführt werden soll. Auch dagegen wurde das Referendum ergriffen. Doch der Gemeinderat hat dieses im März 2022 wegen eines Formfehlers für ungültig erklärt. Dagegen hat das Referendumskomitee Stimmrechtsbeschwerde eingereicht, welche aber vom Kanton abgelehnt wurde.

## Bildung und Forschung
Die Gemeinde verfügt über vier Kindergärten sowie vier Schulhäuser, in denen die Primarschule, die Realschule und die Sekundarschule unterrichtet werden. Die Bezirksschule kann in Suhr besucht werden. Neben dem Schloss Liebegg befindet sich die im Jahr 1958 eröffnete kantonale landwirtschaftliche Berufsschule. Die nächstgelegenen Gymnasien sind die Alte Kantonsschule und die Neue Kantonsschule, beide in Aarau.
Im Ortsteil Bleien steht das Bleien-Observatorium der ETH Zürich. Es wurde 1979 in Betrieb genommen und dient zum Empfang kosmischer Radiowellen.

## Open Air Gränichen

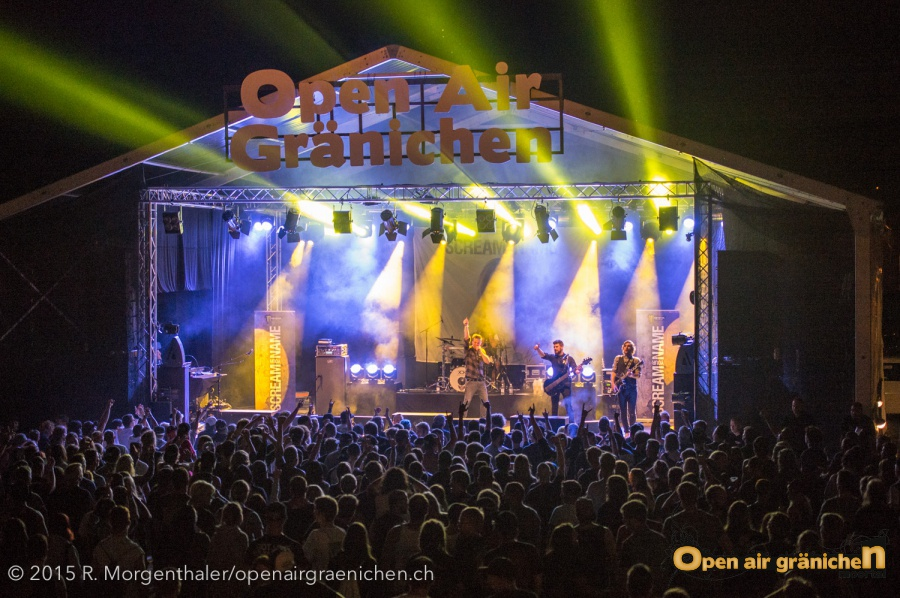
Open Air Gränichen

Das Open Air Gränichen ist ein zweitägiges Openair-Festival, das jährlich seit 1995 jeweils im August stattfindet. Es konnte sich einen festen Platz in der Hardcore-, Punk- und Metalcore-Szene sichern. Jedes Jahr werden rund 9'000 Besucher gezählt. Das Open Air Gränichen ist eine Non-Profit-Organisation, d. h. sämtliche 500 Mitarbeiter sowie das gesamte Organisationsteam arbeiten ehrenamtlich.

## Persönlichkeiten
- Werner Arber (* 1929), Nobelpreisträger Medizin 1978
- Urs Bitterli (1935–2021), Historiker
- Adolf Läuppi (1906–1974), Radrennfahrer
- Bernhard Lehner (* 1953), Filmeditor, Kameramann und Hochschulprofessor
- Freddy Nock (1964–2024), Hochseilartist
- Adolf Richner (1908–1982), Politiker
- Hans Schaffner (1908–2004), Politiker (FDP), Bundesrat 1961–1969
- Martin Hugo Schaffner (1923–1965), Unternehmer
- Hans Schmid (1917–1976), Chemiker
- Franz Suter (1890–1914), Radrennfahrer
- Hans Suter (1860–1930), Jurist und Politiker
- Heiri Suter (1899–1978), Radrennfahrer
- Hugo Suter (1943–2013), Künstler
- Paul Suter (1892–1966), Radrennfahrer
- Max Suter (1895–1936), Radrennfahrer
- Max Widmer (1910–1991), Maler, Zeichner und Illustrator